# Alfred Lenica
Alfred Lenica (ur. 4 sierpnia 1899 w Pabianicach, zm. 16 kwietnia 1977 w Warszawie) – polski malarz, ojciec Jana Lenicy i Danuty Konwickiej. Teść Tadeusza Konwickiego.

## Życiorys
Ojciec Alfreda Lenicy był majstrem w fabryce Kindlerów, wyrzucanym z pracy za pijaństwo, z powodu którego trafił do szpitala psychiatrycznego. Ojciec w chwilach trzeźwości rysował z dużą łatwością synowi różne zwierzątka. Osierocił go w wieku 10 lat.
Studia rozpoczął w 1922 na wydziale prawno-ekonomicznym Uniwersytetu Poznańskiego. Równolegle studiował muzykę w Konserwatorium Muzycznym. Swoje malarskie zainteresowania pogłębiał pod okiem Piotra Kubowicza studiując w Poznańskim Instytuci Sztuk Pięknych prowadzonym przez Adama Hannytkiewicza.
W latach 30. Alfred Lenica malował obrazy figuratywne, przede wszystkim martwe natury i pejzaże, wzorując się na kubizmie.
Na początku II wojny światowej rodzina Leniców wysiedlona z Poznania udała się do Krakowa. Czas wojny był przełomowy w karierze malarza. Krakowskie środowisko artystyczne skupione wokół Tadeusza Kantora, a zwłaszcza przyjaźń z Jerzym Kujawskim, pogłębiły zainteresowanie malarza awangardą.
W 1945 Alfred Lenica powrócił do Poznania, gdzie zaangażował się w działalność artystyczną. W 1947 został współzałożycielem awangardowej grupy 4F+R. Po latach prób i poszukiwań, Lenica coraz silniej dążył ku abstrakcji i taszyzmowi. W 1948 wziął udział w I Wystawie Sztuki Nowoczesnej w Krakowie zorganizowanej przez Tadeusza Kantora. W 1949 kierował zespołem malarzy dekorujących hotel Bazar w Poznaniu.
Obok poszukiwań i fascynacji abstrakcją, Alfred Lenica aktywnie współuczestniczył w nurcie socrealistycznym, tworząc wiele realistycznych obrazów w początku lat 50. W pierwszej połowie lat 50., w okresie socrealizmu, Lenica przerwał swoje twórcze eksperymenty, zwracając się w stronę wprowadzonej politycznym nakazem doktryny artystycznej. Z racji swoich przekonań politycznych był to dla niego powrót do malowanych już w latach 30. obrazów zaangażowanych społecznie i politycznie. Namalował wówczas takie obrazy, jak „Młody Bierut wśród robotników” (1949), „Pstrowski i towarzysze”, „Przyjęcie do Partii”, „Czerwony plakat” (1950). Na własny użytek próbował też łączyć eksperymenty formalne z ideowo zaangażowaną tematyką, jak w pracy „Tracimy dniówki” z 1953, w której zastosował kolaż i monotypię.
Od 1955 wyklarował się ostatecznie styl malarski Alfreda Lenicy, który będzie mu towarzyszył aż do śmierci. Styl ten był połączeniem taszyzmu, surrealizmu, informelu i drippingu. Powstawały obrazy olejne o dużych formatach malowane w technice wypracowanej wcześniej przez artystę (uzyskiwanie prześwitów koloru spod kolejnych warstw farby), którą następnie udoskonalał i rozwijał. Lenica chętnie posługiwał się lakierami oraz farbami przemysłowymi.
Prezentował styl malarstwa abstrakcyjnego o odcieniu surrealistyczno-ekspresjonistycznym.
Lenica wiele podróżował; na zaproszenie ONZ przebywał na przełomie 1959/1960 w Genewie, gdzie w siedzibie tej organizacji wykonał malowidło ścienne „Trzy żywioły” (Woda, Ogień i Miłość). Utrzymywał stały kontakt z rodzimą awangardą artystyczną, wystawiał z Grupą Krakowską, brał udział w większości plenerów w Osiekach koło Koszalina, uczestniczył w sympozjum „Sztuka w zmieniającym się świecie” w 1966 w Puławach.
W 1973 powstał cykl 14 obrazów Chile, Chile, który był owocem wizyty Lenicy w Chile (1970). W tym samym roku w kraju doszło do puczu i władzę przejął generał Pinochet. 
Pochowany na cmentarzu Powązki Wojskowe w Warszawie (kwatera B35-3-3).

## Wystawy indywidualne
- 1958 – Wystawa malarstwa Alfreda Lenicy, Galeria Zachęta, Warszawa.
- 1960 – Lenica, Galerie Ferrero, Genewa.
- 1963 – Alfred Lenica, Galeria Miejska Arsenał, Poznań.
- 1965 – Alfred Lenica, Galeria Krzysztofory, Kraków.
- 1965 – Alfred Lenica, Ośrodek Propagandy Sztuki, Łódź.
- 1973 – Alfred Lenica, Galeria 72, Chełm.
- 1974 – Alfred Lenica, Galeria Zachęta, Warszawa.
- 1981 – Alfred Lenica, Galeria Sztuki Alicji i Bożeny Wahl, Warszawa
- 1987 – Alfred Lenica 1899–1977, Muzeum Śląskie, Katowice.
- 2002 – Alfred Lenica, Galeria Miejska Arsenał, ABC Gallery, Poznań.
- 2004 – Alfred Lenica, Państwowa Galeria Sztuki, Sopot.
- 2014 – Alfred Lenica, Muzeum Narodowe we Wrocławiu, Wrocław[6].
- 2015 – Alfred Lenica, Barva – Gesto – Podvědomí, Museum Umeni, Olomouc, Czechy[7]
- 2015 – Alfred Lenica 50 lat później, Galeria Krzysztofory, Kraków

## Wystawy zbiorowe
- 1948 – I Wystawa Sztuki Nowoczesnej, Pałac Sztuki, Kraków.
- 1949 – Wystawa grupy 4F+R, Salon ZPAP, Poznań.
- 1957 – Moderna Poljska Umetnost, Miejska Galeria Sztuki Współczesnej, Belgrad.
- 1957 – II Wystawa Sztuki Nowoczesnej, Galeria Zachęta, Warszawa.
- 1959 – Od Młodej Polski do naszych dni, Muzeum Narodowe, Warszawa.
- 1959 – III Wystawa Sztuki Nowoczesnej, Galeria Zachęta, Warszawa.
- 1962 – I Festiwal Polskiego Malarstwa Współczesnego, Szczecin.
- 1963 – Konfrontacje 63, Galeria Sztuki Nowoczesnej, Warszawa.
- 1965 – 17 Polish Painters, New York D’Arcy Galleries, Nowy Jork.
- 1969 – Exhibition of Contemporary Polish Art, Scottish National Gallery of Modern Art, Edynburg.
- 1970 – Five Polish Surrealistic Artists, Charlottenborg, Kopenhaga.
- 1975 – W kręgu nadrealizmu. Nurt metafizyczny w sztuce polskiej, Muzeum Narodowe, Wrocław.
- 1987 – Oblicza socrealizmu, Muzeum Narodowe, Warszawa; Ekspresja i ekspresjonizm w sztuce XX wieku, Muzeum Narodowe, Warszawa.
- 1990 – I Wystawa Sztuki Nowoczesnej – 50 lat później, Galeria Starmach, Kraków.
- 2013 – Wystawa Lenica-Matta, Muzeum Narodowe w Krakowie, Kraków
- 2018 – Abstrakce.pl, Museum Umeni, Olomouc, Ołomuniec, Czechy[8]